# أبو عبد الله محمد الرابع الثابتي
 أبو عبد الله محمد الرابع  سلطان الدولة الزيانية الثاني والعشرون بتلمسان. حكم من 1468 إلى 1505. عرف واشتهر بلقبه الثابتي الذي تلقب به نسبة إلى جده السلطان أبي ثابت الثاني.

## حياته

### نسبه
أبو عبد الله محمد الرابع بن أبي عبد الله المتوكل بن أبي زيان محمد بن أبي ثابت الثاني بن أبي تاشفين الثاني بن أبي حمو موسى بن أبي يعقوب يوسف بن أبي زيد عبد الرحمن بن أبي زكريا يحي بن يغمراسن بن زيان العبدوادي الزناتي.

## حكمه
تولى الحكم بعد عزل أخيه السلطان أبي تاشفين الثالث، وتنص مصادر أخرى أنه حكم بعد وفاة هذا الأخير بعد أربعة أشهر من توليه بعد وفاة أبيه السلطان المتوكل، واختلفت المصادر في تحديد وفاة المتوكل، ذكرت بعضها أنه توفي سنة 873 هـ / 1468 م. وذكرت مصادر أخرى منها معاصره أحمد بن يحي الونشريسي أنه توفي في أواخر صفر سنة 877 / أوائل أغسطس 1472 م.
حكم الثابتي لفترة طويلة من الزمن قاربت أربعين سنة، بعد عزل أخيه أو بعد وفاته، ويبدو أنه كان مؤهلا لتولي هذا المنصب في حياة أبيه المتوكل، قال ابن صعد الأنصاري في ترجمة الشيخ أحمد بن الحسن الغماري: 
| أبو عبد الله محمد الرابع الثابتي | و كان إذا أتاه مولانا السلطان أيده الله وأعلى يده، ينبسط معه في القول، ويبتهج به سرورا ويظهر الاعتناء به، والتحفي بشأنه، فأذا قضى حاجته من الزيارة وخرج من الزيارة يقول سيدي أحمد لمن حضر، مثل هذا العقل الذي خص به الله هذا الشاب المبارك يصلح للخلافة وكلام هذا معناه... | أبو عبد الله محمد الرابع الثابتي |

أظهر الثابتي قدرة كبيرة في تسيير أمور الدولة وضبطها وفرض سيطرته على كامل أقاليم المغرب الأوسط، وساعده في ذلك تحالفه مع الحفصيين بتونس.
و وفد عليه من الأندلس سلطان غرناطة ما قبل الأخير أبو عبد الله الزغل سنة 895 هـ / 1490 م، نزل بوهران واستقر مع أسرته بتلمسان، فأكرمه الثابتي وأحسن استقباله وتوفي بعد ذلك بأربع سنوات في 1 شعبان 899 هـ / 7 مايو 1494 م، بتلمسان ودفنه الثابتي بالمقبرة الملكية قرب المدرسة اليعقوبية. 
و في عهده سقطت غرناطة سنة 1492، وبدأت التحرشات المسيحية الإسبانية والبرتغالية بسواحل المغرب الأوسط، وأولها الهجوم البرتغالي على قلعة المرسى الكبير قرب وهران سنة 1501 والمحاولة الفاشلة لاحتلالها.
 ويبدو من خلال بعض الآثار أن السلطان الثابتي كان ذا سيرة حسنة مع الرعية عامة والعلماء ورجال الدين خاصة، وأنه كان يحكم بالعدل والقسط، يقول ابن صعد التلمساني:
| أبو عبد الله محمد الرابع الثابتي | يقول سيدي أحمد لمن حضر، مثل هذا العقل الذي خص به الله هذا الشاب المبارك يصلح للخلافة وكلام هذا معناه، سمعته منه وبلغني عنه مرات عديدة، وكأنه كوشف بولايته خلافة الأمة وإقامته قسطا من العدل في الرعية، أدام الله للإسلام دولته وأيد نصره وأعلى كلمته... | أبو عبد الله محمد الرابع الثابتي |

 وكان على عادة أسلافه من سلاطين بني زيان يشجع العلماء والأدباء ويحثهم على التأليف، جاء في مقدمة مخطوط «النجم الثاقب فيما لاولياء الله من مفاخر المناقب» لابن صعد مايلي:
| أبو عبد الله محمد الرابع الثابتي | أشار بانتقائه من دواوين هذا الفن وأجزاءه، من جعل الله طاعته من اللوازم، وأيام دولته كالأعياد والمواسم، باسط العدل والأمان، المستولي على أمد الإحسان، المنتشرة مفاخر عدله ومآثر فضله في سائر الاقطار والبلدان، علامة أمراء المؤمنين المخصوص بعناية رب العالمين، أمير المسلمين المتوكل على رب العالمين، مولانا أبو عبد الله محمد بن مولانا المتوكل على الله أمير المسلمين، تاج الملوك والسلاطين، محب أهل العلم والدين، وعميد أولياء الله المتقين، مولانا أبو عبد الله محمد بن موالينا الخلفاء الراشدين. | أبو عبد الله محمد الرابع الثابتي |

 ومع ذلك ذكرت بعض المصادر اتحاذه لبعض القرارات الظالمة، خاصة في نهاية حكمه، مما أدى إلى مواجهته من طرف بعض رجال الدين مثل عبد الله بن منصور الحوتي، ذكر بعضها ابن مريم التلمساني مثل فرضه لقروض ضخمة على أغنياء تلمسان لبيت المال ومعاقبة البعض بالإعدام وتعليقهم على أبواب المدينة.

 وقام في آخر أيام حكمه بتوقيف أحباس كبيرة على جامع العباد ومدرسته قرب ضريح الشيخ أبي مدين شعيب وتتمثل في بساتين بأحواز المدينة تقع حول وادي الصفصيف ووادي بوهناق، وذلك سنتي 904هـ / 1499 م و906هـ /1501 م.

## وفاته
توفي سنة 910 هـ / 1505 م وخلفه ابنه أبو عبد الله الخامس.
| سبقه أبو تاشفين الثالث | سلطان الدولة الزيانية 1472 - 1505 | تبعه أبو عبد الله الخامس |